# Atelopus patazensis
Atelopus patazensis é uma espécie de sapo da família Bufonidae. Ele é endêmico no Peru. Seu habitat natural são as florestas úmidas de montanhas, em áreas tropicais e subtropicais, e rios. Está ameaçado pela perda do seu habitat.

## Cor
Os espécimes vivos podem ser distinguidos de espécies semelhantes pelo seu dorso laranja com grandes marcas pretas irregulares em um padrão ondulado, ou um dorso preto com marcas laranja em um padrão ondulado. Estas marcações estendem-se sobre as superfícies dorsais dos membros. O lado ventral do corpo, incluindo as palmas dos pés, é uniformemente laranja. A pupila é negra e totalmente cercada por um anel de ouro escuro

## Endemismo
A Atelopus patazensis é endêmica da Cordilheira Central no noroeste do Peru, nos Andes. É específico para um vale inter-andino perto da vila de Pataz entre elevações de 2000–3000 m.